# قنوات صادرة
القنوات الصادرة هي القنوات التي تربط الشبكة الخصوية بالقسم الأول من البربخ.
يوجد تصميمان أساسيان لهيكل القنوات الصادرة.
أ) مداخل متعددة إلى البربخ، كما يظهر في معظم الثدييات الكبيرة. في البشر والثدييات الكبيرة الأخرى، هناك ما يقرب من 15 إلى 20 قناة صادرة، والتي تحتل أيضًا ما يقرب من ثلث رأس البربخ.
ب) مدخل فردي، كما يُرى في معظم الحيوانات الصغيرة مثل القوارض، حيث تندمج القنوات 3-6 في قناة صغيرة واحدة قبل دخول البربخ.
القنوات أحادية الطبقة وتتكون من خلايا عمودية مهدبة وغير مهدبة (ماصة). تعمل الخلايا الهدبية على تحريك السوائل اللمعية، ربما للمساعدة في ضمان الامتصاص المتجانس للماء من السائل الذي تنتجه الخصية، مما يؤدي إلى زيادة تركيز الحيوانات المنوية اللمعية. تُحاط الظهارة بشريط من العضلات الملساء التي تساعد على دفع الحيوانات المنوية نحو البربخ

## روابط خارجية
- صور تشريحيَّة: Reproductive/mammal/testis0/testis4 - علم الأعضاء المقارن في جامعة كاليفورنيا، ديفيس - "نظرة عامة على الثدييات، الخصية"
- صور تشريحية:36:10-0100 في مركز داونستيت الطبي التابع لجامعة نيويورك - "المنطقة الأربية صور تشريحية:36:10-0100 في مركز داونستيت الطبي التابع لجامعة نيويورك الصفن والخصيتين: انعكاس رأس البربخ"
- صور نسيجية: 16903loa — نظام تعلم علم الأنسجة في جامعة بوسطن
- رسم تخطيطي / اختبار (cancer.gov)